# Ридерих
Ридерих (нем. Riederich) — община в Германии, в земле Баден-Вюртемберг. 
Подчиняется административному округу Тюбинген. Входит в состав района Ройтлинген.  Население составляет 4243 человека (на 31 декабря 2010 года). Занимает площадь 4,61 км².